# Haide (Kirchheimbolanden)
Haide ist neben der Kernstadt der einzige Stadtteil der Stadt Kirchheimbolanden im rheinland-pfälzischen Donnersbergkreis.

## Lage
Die Haide befindet sich auf dem Kupferberg hoch über der Kernstadt von Kirchheimbolanden gelegen. Im Südosten grenzt das Siedlungsgebiet direkt an die Kernstadt, ansonsten ist der Stadtteil größtenteils von Wald umgeben, ostwärts auch von Feldern. Vor Ort befanden sich Kupfergruben, aus denen sich die Bewässerung des Schlosses Kirchheimbolanden speiste.

## Geschichte
Im Jahr 1691 wurde eine Allmende auf der Haide erwähnt. Im Jahr 1776 wurde erstmals eine Besiedlung der Haide belegt.

## Infrastruktur
Die Kreisstraße 19 führt östlich an der Haide vorbei und bindet diese an die Kernstadt an. Über die nahe Landesstraße 386 bestehen überregionale Verbindungen. Es besteht zudem eine Bushaltestelle auf der Haide.